# Oberonia
Oberonia es un género que tiene asignada unas 400 especies de orquídeas, de la tribu Malaxideae de la familia (Orchidaceae). Comprende 424 especies descritas y de estas, solo 319 aceptadas.

## Descripción
Son orquídeas de pequeño o mediano tamaño, epífitas, a veces con hábitos terrestres sin pseudobulbos, con tallos agrupados cortos a largos, erectos o caídos, y dos filas de hojas lanceoladas, líneales, aplanadas, y una inflorescencia terminal alargada, cilíndrica o cónica con docenas de pequeñas a muy pequeñas flores de color blanco, rojo o verde..

## Hábitat y distribución
Las especies se encuentran principalmente en los árboles de sombra en los trópicos, en bosques de altura desde el nivel del mar a 1500 metros. Tienen una amplia distribución, desde la India hasta el Sudeste Asiático en Nueva Guinea.

## Taxonomía

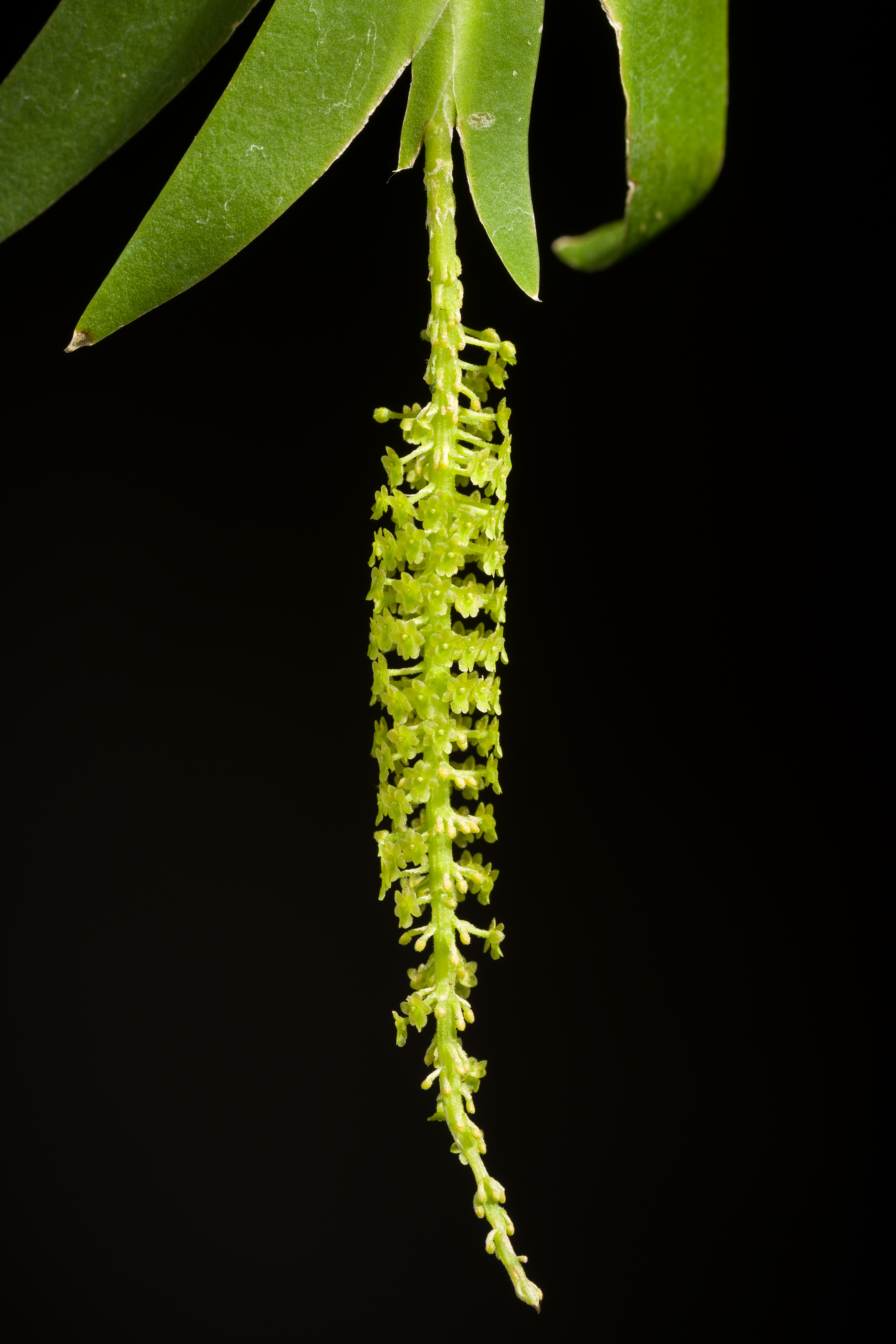
Oberonia mucronata

El género fue descrito por John Lindley y publicado en The Genera and Species of Orchidaceous Plants 15. 1830. La especie tipo es: Oberonia mucronata (D.Don) Ormerod & Seidenf. (1997)
Etimología
Oberonia: nombre genérico que fue nombrado por Oberon el Rey de las Hadas en alusión a sus insignificantes flores.

## Especies seleccionadas
- Oberonia equitans (G.Forst.) Mutel
- Oberonia heliophila Rchb.f.
- Oberonia falcifolia Schltr.
- Oberonia huensis Aver.
- Oberonia insectifera Hook.f.
- Oberonia oblonga R.S.Rogers
- Oberonia padangensis Schltr.
- Oberonia setigera Ames
- Oberonia wappeana J.J.Sm.